# MMS
El Multimedia Messaging System (MMS) o sistema de missatgeria multimèdia 
és un estàndard de missatgeria que permet als telèfons mòbils enviar i rebre continguts multimèdia, incorporant so, vídeo, fotos o qualsevol altre contingut disponible en el futur. A més, la missatgeria multimèdia ens permet la tramesa d'aquests continguts a comptes de correu electrònic, ampliant les possibilitats de la comunicació mòbil, podent publicar les nostres fotografies digitals o actuar a blocs sense mediació d'un ordinador. El límit de cada missatge multimèdia sol ser de 100 o 300 Kilobytes, depenent de cada mòbil, si bé aquest límit el defineixen l'operador o les característiques del terminal i no el protocol.
El Fòrum WAP i el Projecte de col·laboració en tercera generació (3GP) han normalitzat MMS perquè sigui una norma oberta.

## Característiques tècniques en GSM
Els missatges MMS constitueixen una nova extensió de la missatgeria mòbil per incloure, al principi, imatges i sons reals, posteriorment vídeos i en el futur virtualment qualsevol tipus de contingut que pugui mostrar-se en un telèfon mòbil. En l'estàndard no es defineix, a més, una limitació de mida màxima, gran diferència respecte als missatges SMS (màxim de 160 caràcters de 7 bits per missatge), si bé molts operadors limiten la seva mida màxima per qüestions pràctiques.
En principi, l'estàndard MMS és independent del tipus de transport i xarxa mòbil emprada i només defineix un sistema de sincronització del contingut (SMIL) i una manera d'encapsulat dels missatges. Depenent del tipus de xarxa, s'empra un mètode d'avís al terminal d'usuari quan hi ha missatges nous i un camí de transport sobre la xarxa de ràdio, que no és forçosament igual a totes les xarxes. Així es permet que usuaris mòbils de diferents tipus de xarxes puguin enviar-se missatges multimèdia sense problemes, ja que l'estàndard final emprat per al transport és igual.
Els missatges MMS poden ser enviats i rebuts des d'un telèfon mòbil, un compte de correu electrònic o des d'un proveïdor de continguts fins al terminal. Si l'usuari no disposa de MMS rebrà un missatge SMS amb l'adreça del lloc web on ha quedat emmagatzemat el seu missatge, podent descarregar-lo connectant-se a Internet a través de WAP. En el cas de trameses a adreces electròniques, la fotografia i el text s'envien com a arxius separats. MMS igual com SMS, garanteix a l'usuari la tramesa de la informació i utilitza la tecnologia d'emmagatzemament i retramesa, és a dir, no assegura la tramesa de les dades en temps real..

### Sincronització de contingut: el protocol SMIL
Els missatges multimèdia es conceben com una presentació multimèdia amb text, imatges, sons i vídeos mostrats en un cert ordre. Per a aquesta finalitat, fan ús del llenguatge SMIL, o llenguatge sincronitzat multimèdia  (Synchronized Multimedia Integration Language). SMIL és un estàndard proposat pel Consorci WWW (W3C Consortium), amb gran similitud al llenguatge de format de les pàgines web (HTML), i que s'encarrega d'organitzar i sincronitzar els moments en què s'han de reproduir els diferents tipus de contingut a la pantalla del terminal de l'usuari.
Així, un missatge multimèdia es presenta a la pantalla del terminal com un grup d'una o diverses diapositives amb text, imatges, sons i vídeos presentats en un cert ordre.
Els missatges multimèdia guarden gran similitud amb el correu electrònic en el sentit que poden incloure diversos tipus de contingut, i inclouen informació de l'assumpte del missatge i opció per enviar a diversos destinataris. Tanmateix, un missatge de correu electrònic consta d'un text principal i un grup opcional d'arxius adjunts, que poden descarregar-se independentment com desitgi l'usuari; en canvi, un missatge multimèdia consta d'un "guió" SMIL principal i un grup d'arxius de diversos tipus associats, que es transporten com una sola unitat.
No és possible per tant separar els diferents tipus de contingut del missatge; en el transport, el missatge multimèdia viatja complet, i l'usuari ha de rebre'l complet. Tampoc no és possible, en principi, separar el tipus de contingut que es presenta en un MMS, sinó que ha de visualitzar-se en l'ordre previst pel redactor del missatge; tanmateix, els terminals solen incorporar la capacitat de separar el contingut i emmagatzemar el que interessi en la seva memòria interna per reutilitzar-lo, reexpedir-lo o tornar a visualitzar-lo quan l'usuari ho desitgi.

### Tipus de contingut permesos en els MMS
Els missatges multimèdia poden incloure actualment els següents formats de contingut:
- Per a imatges: formats GIF, i JPEG (normal i progressiu)
- Per a text: text normal, text amb format basat en EMS
- Per a so: formats de compressió AMR, WAV, MP3 per a so real, formats MIDI i IMY per a melodies
- Per a vídeo: formats 3GP i MPEG4

Cal tenir en compte que l'operador de xarxa, en configurar el seu MMSC (centre de gestió dels missatges), decideix quins tipus de contingut poden enviar-se al terminal de l'usuari i quins no. En principi, l'estàndard pot admetre qualsevol tipus d'arxiu que pugui mostrar-se en un telèfon mòbil, la qual cosa obre la porta perquè en el futur puguin enviar-se també qualsevol tipus de continguts mitjançant MMS, com arxius comprimits, documents de l'Office o un altre tipus, aplicacions mòbils Java, animacions en format Adobe Flash o un altre similar a mesura que la capacitat de procés i emmagatzemament dels terminals vagi creixent.